# چلچله برازا
چلچله برازا (نام علمی: Phedina brazzae) نام یک گونه از سرده چلچله‌های قهوه‌ای است.
طول آن ۱۲ سانتی‌متر با قسمت‌های بالایی قهوه‌ای مایل به خاکستری، زیر قسمت‌های سفید با رگه‌های سیاه و سفید و رنگ قهوه‌ای روی پرهای سینه است.
محدوده این گونه در کشورهای آفریقایی آنگولا، جمهوری کنگو و جمهوری دموکراتیک کنگو قرار دارد. در سواحل رودخانه لانه می‌کند و سه تخم سفید می‌گذارد. این پرنده از حشرات بالدار از جمله موریانه تغذیه می کند و ممکن است بر فراز رودخانه یا گرم‌دشت شکار کند. گَله های مخلوط با دیگر پرستوها را تشکیل می دهند.